# Belytinae
Sous-famille
Taxons de rang inférieur
- voir paragraphe #Genres

Les Belytinae forment une sous-famille d'insectes hyménoptères de la famille Diapriidae.

## Présentation
Cette sous-famille a été créé par l'entomologiste allemand Arnold Förster en 1856.

## Genres
- Acanopsilus – Acanosema – Acanthopsilus – Acidopsilus – Aclista – Aclistoides – Acropiesta – Anaclista – Anommatium – Anoxylabis – Aprestes – Belyta – Camptopsilus – Cardiopsilus – Cinetus – Ctenopria – Diphora – Eccinetus – Eumiota – Gladicauda – Heterobelyta – Lithobelyta – Lyteba – Macrohynnis – Masneretus – Masnerolyta – Masnerosema – Miota – Miotella – Monoxylabis – Odontopsilus – Opazon – Pamis – Panbelista – Pantoclis – Pantolyta – Pappia – Paroxylabis – Polypeza – Praeaclista –  – Prosoxylabis – Prozelotypa – Psilomma – Psilommacra – Psilommella – Scorpioteleia – Stylaclista – Synacra – Synbelyta – Therinopsilus – Tropidopsilus – Xenismarus – Zygota

### Genres fossiles
- †Archaebelyta Meunier 1923
- †Gaugainia Perrichot and Nel 2008
- †Protobelyta Jouault and Nel 2020